# Ararat (revistă)
Ararat a fost o revistă înființată în 1924 de gazetarul armean Victor-Vartan Mestugean care a apărut cu o punctualitate ireproșabilă timp de 18 ani, până la decesul gazetarului, în ziua de 10 februarie 1942. 

### Serie nouă
Revista „Ararat” a reapărut după 1990, la inițiativa publicistului Arșag Bogdan Căuș, ca publicație în limba română a armenilor din România, sub egida Uniunii Armenilor din România, cu apariție bilunară, continuând tradiția publicației cu același nume din perioada interbelică. Primele numere au fost finanțate din donații ale membrilor comunității. Din colectivul redacțional mai făceau parte: Varujan Vosganian, Anaïs Nersesian, Bedros Horasangian, Dumitru Avakian, Madeleine Karacașian, Mihai Stepan-Cazazian.